# グジュラーンワーラー
グジュラーンワーラー（ウルドゥー語: گجرانوالہ、パンジャーブ語: Gujrāṁvālā）は、パキスタンのパンジャーブ州の都市である。グジュラーンワーラやグジュランワーラーとも。2015年の人口は約272万人である。海抜226メートルである。

## 歴史
「帝国インド地名辞典」によると、グルジャラ族が設置した。後に定住したイランのジャート族がカンプールと改名したが、古い名前が残った。
7世紀初頭、ラージプート王国がパキスタン東部とインド北部を支配した。
630年、唐の玄奘三蔵がグジュラーンワーラー近郊のツェキアを訪れた。
997年、ガズナ朝のマフムード王が父のサブク・ティギーン王から王位を受け継いだ。
1005年、カブールのシャヒ王国を征服し、続いてパンジャーブ地方西部を征服した。パンジャーブ地方東部（ムルターンからラーワルピンディー、グジュラーンワーラー）は1193年までラージプート王国が支配した。
ムガル帝国の衰退後、シク王国がグジュラーンワーラーを支配した。
1707年、ムガル帝国のアウラングゼーブ王が亡くなった。シク王国はパンジャーブ地方を獲得した。
1780年11月13日、シク王国の君主であるランジート・シングがこの地で誕生した。彼の父と祖父はグジュラーンワーラーを重要視した。

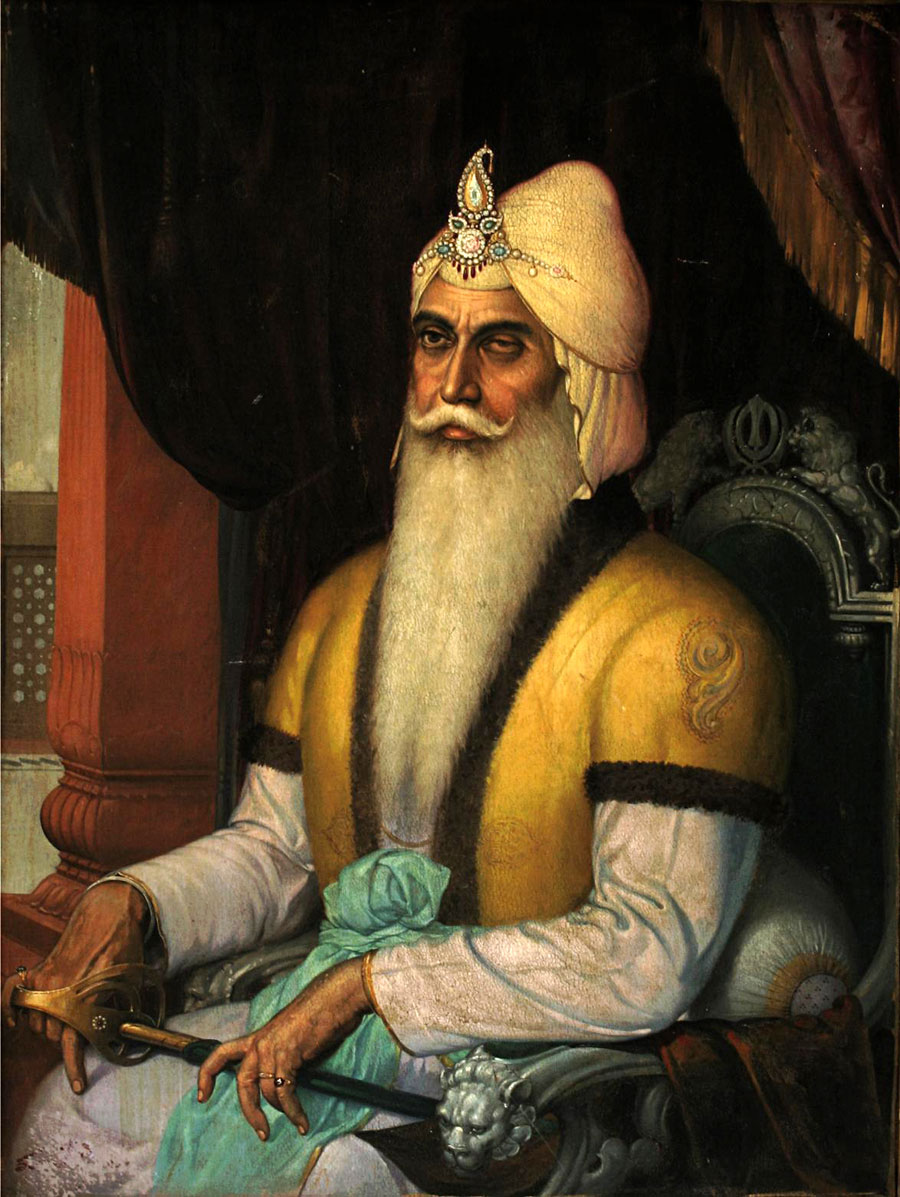
ランジート・シング

1802年、ランジート・シングは王国の首都をグジュラーンワーラーからラホールへと遷都した。
1848年、イギリスがこの地域を征服した。

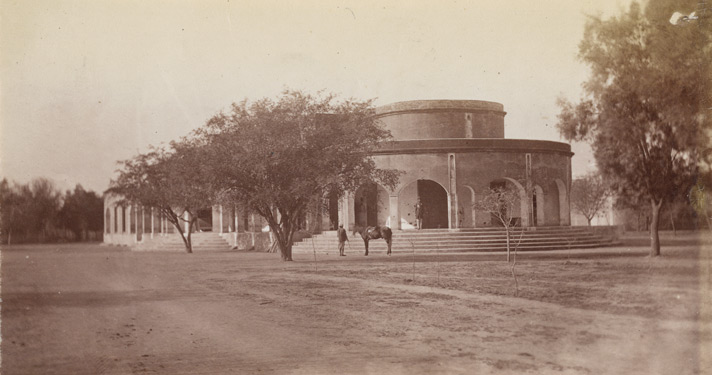
1865年の地区議会

1867年、自治体に昇格し、北西鉄道でカルカッタやカラチと繋がった。
1901年の人口は2万9224人だった。

## 交通
鉄道、高速道路、河川交通の中心地であり、地方産品輸出のドライポート（陸上港）として機能している。
最寄の空港
- シアールコート国際空港（英語版）（Sialkot International Airport）
- アッラーマ・イクバール国際空港（Allama Iqbal International Airport）

## 人口
1998年の人口は1,132,509人。

## 生活環境

### 大気汚染
民間機関「IQAir AirVisual」の2019年版報告書では、グジュラーンワーラーは大気汚染のひどさでパキスタンのトップ、世界でもベスト10に入る都市となった。

### 衛生環境
総世帯の35.5%には衛生的な設備がない。自宅に水洗式トイレのある世帯は全体の42.8%にとどまり、乳児死亡率は1000人あたり67人である。